# Yersinia (batterio)
Yersinia van Loghem, 1944 è un genere di batteri appartenente alla famiglia Yersiniaceae.
Comprende tre specie di interesse medico: Y. pestis, Y. pseudotubercolosis e Y. enterocolitica.

## Descrizione
Si tratta di patogeni per molte specie animali e sono in grado di trasmettere malattie anche nell'uomo (zoonosi). Mentre le ultime due specie sono responsabili di affezioni intestinali, la Y. pestis  causa nell'uomo la peste bubbonica.
La malattia comparve in diverse città europee nel 1347, portata da navi genovesi provenienti dalla città di Kaffa, (oggi Feodosia) sede commerciale genovese in Crimea, dove si era diffusa in seguito all'assedio da parte di Tartari provenienti dall'Asia. Fino al 1720 causa di molteplici e spaventose epidemie, è trasmessa dalla pulce dei ratti, che a loro volta rappresentano il serbatoio del microrganismo.
Il batterio, una volta penetrato nell'ospite, si diffonde attraverso il sistema linfatico, localizzandosi principalmente nei linfonodi che vanno incontro a suppurazione e di qui in organi diversi come milza fegato e polmoni; gli organi colpiti vanno incontro ad una "necrosi emorragica".
Le Yersinie sono spesso denominate differenziali perché oltre a crescere alla temperatura standard di circa 37 °C riescono a svilupparsi bene anche a temperature di 25-28 °C, inoltre quando vengono colorate assumono una granulazione "bipolare".
Possiedono almeno tre tipi di antigene: antigene K , V , W , tutti e tre antigeni di superficie (presenti quindi sulla membrana plasmatica o sulla parete o all'esterno di essa, come, per esempio l'antigene k, che indica la presenza della capsula.
Yersinia produce endotossine ed una tossina di natura proteica chiamata tossina murinica.